# 本多 (新座市)
本多（ほんだ）は、埼玉県新座市の町名。現行行政地名は本多一丁目および二丁目。郵便番号は352-0022。

## 地理
埼玉県新座市西部に位置する。野火止用水が地区中央を南西から北東にかけて流れる。

## 歴史
- 1973年（昭和48年）7月1日 - 住居表示の実施に伴ない[4]、大字西堀・野火止・菅沢の一部から本多一丁目・二丁目が成立[5]。

## 世帯数と人口
2017年（平成29年）1月1日現在の世帯数と人口は以下の通りである。
| 丁目       | 世帯数  | 人口    |
| ---------- | ------- | ------- |
| 本多一丁目 | 587世帯 | 1,328人 |
| 本多二丁目 | 28世帯  | 71人    |
| 計         | 615世帯 | 1,399人 |

## 小・中学校の学区
市立小・中学校に通う場合、学区は以下の通りとなる。
| 丁目       | 番地                                                                             | 小学校             | 中学校             |
| ---------- | -------------------------------------------------------------------------------- | ------------------ | ------------------ |
| 本多一丁目 | 1・2 14・15（関越自動車道、 市道 41－03 号線、 41－05 号線によって囲まれた区域） | 新座市立陣屋小学校 | 新座市立新座中学校 |
| 本多一丁目 | その他                                                                           | 新座市立西堀小学校 | 新座市立新座中学校 |
| 本多二丁目 | 全域                                                                             | 新座市立西堀小学校 | 新座市立新座中学校 |

## 交通

### 道路
- 水道道路
- 産業道路

### 鉄道
地区内に鉄道は敷設されていない。武蔵野線新座駅が最寄り駅となっている。

## 施設
1丁目
- 史跡公園
- 新座市児童センター
- 西武バス新座営業所

2丁目
- 市民総合体育館
- 新座市総合運動公園
  - 新座市総合運動公園野球場

過去の施設
- 新座増圧ポンプ所